# جاده ۵۱۵ (افغانستان)
جاده ۵۱۵ (انگلیسی: Route 515) جاده اصلی ولسوالی بکواه در افغانستان است. این یک جاده شن فشرده است که از شرق به غرب می‌رود و دلارام را در پایانه شرقی به شهر فراه در پایانه غربی متصل می‌کند. این جاده حدود ۷۵ کیلومتر طول و حدود ۳۸ کیلومتر از دلارام تا مرکز ولسوالی بکواه است.

## جاده
جاده از شاهراه ۱ یا جاده کمربندی شروع می‌شود. این جاده با جاده ۶۰۶ نزدیک دلارام تلاقی می‌کند و از مرکز ولسوالی بکواه می‌گذرد.

### نقاط کلیدی
پایانه شرقی (دلارام در بزرگراه ۱): ۳۲°۰۹′۴۰٫۹۹″ شمالی ۶۳°۲۵′۵۶٫۰۰″ شرقی / ۳۲٫۱۶۱۳۸۶۱°شمالی ۶۳٫۴۳۲۲۲۲۲°شرقی
تقاطع با جاده ۶۰۶: ۳۲°۰۹′۴۵٫۵۵″ شمالی ۶۳°۲۲′۴۱٫۷۸″ شرقی / ۳۲٫۱۶۲۶۵۲۸°شمالی ۶۳٫۳۷۸۲۷۲۲°شرقی
مرکز ولسوالی بکواه: ۳۲°۱۴′۲۵٫۹۹″ شمالی ۶۲°۵۶′۵۵٫۰۷″ شرقی / ۳۲٫۲۴۰۵۵۲۸°شمالی ۶۲٫۹۴۸۶۳۰۶°شرقی
پایانه غربی (شهر فراه): ۳۲°۲۲′۳۵٫۲۱″ شمالی ۶۲°۰۷′۱۶٫۰۸″ شرقی / ۳۲٫۳۷۶۴۴۷۲°شمالی ۶۲٫۱۲۱۱۳۳۳°شرقی

## تاریخچه
در سال ۲۰۰۹، قرار شده بود این جاده توسط یک شرکت قراردادی افغانی این جاده را در دست بهبود قرار گیرد و تا ژوئن ۲۰۱۰ تکمیل شود.